# Bloque funcional aéreo

Mapa de bloques funcionales del espacio aéreo en el Cielo Único Europeo
NEFAB
FAB DK-SE
FAB UK-IRL (Reino Unido no pertenecería al Cielo Único porque ya no es un Estado de la Unión)
Baltic FAB
FABEC
FAB CE
SW FAB
Danube FAB
Blue Med

Un bloque funcional de espacio aéreo (FAB, del inglés Functional airspace block) es un espacio aéreo operacional transfronterizo europeo que se constituye como una de las piezas más visibles e importantes del Cielo Único Europeo. La creación de los bloques funcionales del espacio aéreo europeo persigue corregir la fragmentación, tanto territorial, como normativa civil y militar del espacio aéreo superior europeo, desdibujando las fronteras entre los Estados. Para ello, se persigue instaurar una cooperación entre proveedores de servicios de navegación aérea, optimizar la organización y la utilización del espacio aéreo mediante el establecimiento de rutas y sectores de control más eficientes y crear sinergias globales gracias a las economías de escala.
Los FAB están compuestos principalmente del espacio aéreo de los Estados de la UE pero también incluyen a los países miembros del EEE no miembros de la UE y algunos países limítrofes con la UE.

## Los FAB
Existen 9 FAB en la Unión Europea:
- NEFAB (North European FAB): Estonia, Finlandia, Letonia, Noruega.
- Denmark-Sweden FAB: Dinamarca, Suecia
- BALTIC FAB: Polonia, Lituania
- FABEC (FAB Europe Central): Francia, Alemania, Bélgica, Países Bajos, Luxemburgo y Suiza
- FABCE (FAB Central Europe): República Checa, Eslovaquia, Austria, Hungría, Croacia, Eslovenia, Bosnia-Herzegovina
- DANUBE FAB: Bulgaria, Rumanía
- BLUE MED: Italia, Malta, Grecia, Chipre, (Egipto, Túnez, Albania, Jordania como observadores)
- UK-IRELAND FAB: Reino Unido, Irlanda
- SW FAB (South West FAB): Portugal, España.[3]